# Major Greenwood

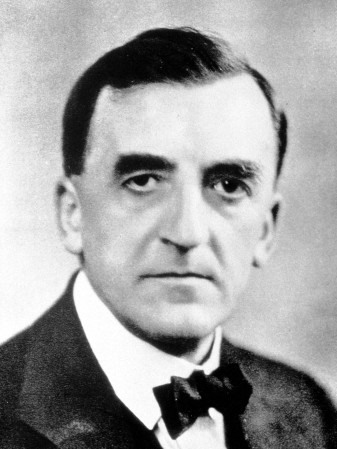
Major Greenwood

Major Greenwood (ur. 1880, zm. 1949) – brytyjski epidemiolog i statystyk, profesor Londyńskiej Szkoły Higieny i Medycyny Tropikalnej, członek Royal Society. Laureat Medalu Guya (1945).

## Ważniejsze prace
- Some British Pioneers of Social Medicine (1948)
- Medical Statistics from Graunt to Farr (1948)
- Authority in Medicine: Old and New (1943)
- The Medical Dictator and Other Biographical Studies (1936)
- Epidemics and Crowd‐Diseases: an Introduction to the Study of Epidemiology (1933)
- Epidemiology, Historical and Experimental: the Herter Lectures for 1931 (1932)
- The Health of the Industrial Worker (1921)
- Physiology of the Special Senses (1910)